# Yangfang
Yangfang (chinesisch 洋坊村 / 洋坊村, Pinyin Yángfāng Cūn) ist ein Verwaltungsdorf im Westen des Straßenviertels Qiujiang der Kreisstadt Sha, bezirksfreie Stadt Sanming, in der Provinz Fujian, Volksrepublik China. Es besteht aus den beiden natürlichen Dörfern Yangfang (洋坊) und, südlich davon, Luobu (罗布).
Das Verwaltungsdorf hat gut 1000 Einwohner (2016) und besitzt eine Fläche von 8,2 km², davon 400 ha Wald, 19 ha Ackerland, 2,5 ha Gemüsegärten, 4 ha Obstgärten und 10 ha Fischteiche. Es gibt dort 6 große Schweinemastbetriebe, die zusammen pro Jahr 18.000 Schlachttiere produzieren.
Yangfang ist der Sitz des Einwohnerkomitees (居民委员会, Pinyin Jūmín Wěiyuánhuì) des Straßenviertels Qiujiang.

## Bodenstation Minxi
Im März 1967, also drei Monate vor der Zentrale des Chinesischen Raumfahrtkontrollnetzwerks (中国航天测控网, Pinyin Zhōnggúo Hángtiān Cèkòngwǎng) in Shaanxi, wurde hier im Rahmen des „Projekts 651“ eine Bodenstation zur Bahnverfolgung des in der Entwicklung befindlichen Satelliten Dong Fang Hong I eingerichtet, intern als „Einheit 142“ bezeichnet. Erster Kommandant der Station war Lu Shengchen (卢升臣).
Während der Zeit der Fünf Dynastien und Zehn Reiche (907–960) war Fujian ein eigenständiger Staat gewesen, nach dem Min Jiang, dem längsten Fluss der Provinz, Min-Reich genannt. Bis heute ist „Min“ ein gebräuchlicher Alternativname für Fujian. Der Begriff „Minxi“ (闽西), also „West-Fujian“, bezeichnet das Gebiet der bezirksfreien Städte Sanming und Longyan. Da Yangfang administrativ zu Sanming gehört, wurde die Station für die Außendarstellung „Bodenstation Minxi“ (闽西地面观测站, Pinyin Mǐnxī Dìmiàn Guāncè Zhàn) genannt.
Dong Fang Hong I wurde vom Kosmodrom Jiuquan in südöstlicher Richtung gestartet, mit einer Bahnneigung von 68,5° zum Äquator. Die Wissenschaftler hatten vorausberechnet, dass er über dem Süden der Provinz Hunan bzw. dem Norden von Guangxi in die Umlaufbahn eintreten würde. Um der Welt einen erfolgreichen Start melden zu können sowie um die Bahnelemente des Satelliten berechnen und von da an sein Erscheinen über einem gegebenen Punkt der Erde vorhersagen zu können, war die exakte Bestimmung des Bahneintrittspunkts von eminenter Bedeutung. Daher wurden in der Bodenstation Minxi sowohl ein optischer Theodolit als auch eine Radaranlage zur Messung von Entfernung und Winkel des Satelliten installiert, dazu noch ein Doppler-Messgerät zur Bestimmung seiner Geschwindigkeit.